# Dyskografia Kida Cudiego
Dyskografia amerykańskiego rapera Kida Cudiego składa się z sześciu albumów studyjnych, jednego mixtape’u i dwudziestu dziewięciu singli.

## Albumy

### Albumy studyjne
| Rok  | Album | Najwyższa pozycja | Najwyższa pozycja | Najwyższa pozycja | Najwyższa pozycja | Najwyższa pozycja | Najwyższa pozycja | Najwyższa pozycja | Certyfikaty  | Sprzedaż |
| Rok  | Album | Stany Zjednoczone | R&B               | Rap               | Kanada            | Australia         | Francja           | Wielka Brytania   | Certyfikaty  | Sprzedaż |
| ---- | --- | ----------------- | ----------------- | ----------------- | ----------------- | ----------------- | ----------------- | ----------------- | ------------ | -------- |
| 2009 | Man on The Moon: The End of Day - Wydany: 15 września 2009 - Wytwórnia: Dream On/GOOD Music/Universal Motown             | 4                 | 5                 | 4                 | 11                | 85                | 56                | 119               | - 2× Platyna | 800 000+ |
| 2010 | Man on the Moon II: The Legend of Mr. Rager - Wydany: 9 listopada 2010 - Wytwórnia: Dream On/GOOD Music/Universal Motown | 3                 | 1                 | 1                 | 5                 | 65                | 77                | 88                | - Platyna    | 428 000+ |
| 2013 | Indicud - Wydany: 16 kwietnia 2013 - Wytwórnia: Wicked Awesome/GOOD Music/Republic Records                               | 2                 | 1                 | 1                 | 3                 | 28                | 57                | 32                | - Złoto      | 260 000+ |
| 2014 | Satellite Flight: The Journey to Mother Moon - Wydany: 25 lutego 2014 - Wytwórnia: Wicked Awesome, Republic              | 4                 | 2                 | 2                 | 7                 | 55                | 115               | 67                |              | 125,000+ |
| 2015 | Speedin' Bullet 2 Heaven - Wydany: 4 grudnia 2015 - Wytwórnia: Wicked Awesome, Republic                                  | 36                | —                 | —                 | —                 | —                 | —                 | —                 |              |          |
| 2016 | Passion, Pain & Demon Slayin' - Wydany: 16 grudnia 2016 - Wytwórnia: Wicked Awesome, Republic                            | 11                | 5                 | 4                 | 24                | 88                | 119               | —                 |              |          |
| 2020 | Man On The Moon III: The Chosen - Wydany: 11 grudnia 2020                                                                | –                 | –                 | –                 | –                 | –                 | –                 | –                 |              |          |
| 2021 | Entergalactic - Wydany: 30 września 2022 - Wytwórnia: Wicked Awesome, Republic                                           | 13                | 7                 | –                 | 20                | 94                | 73                | 95                |              |          |

### Mixtape’y
| Rok  | Album                                    |
| ---- | ---------------------------------------- |
| 2008 | A Kid Named Cudi - Wydany: 17 lipca 2008 |

## Single
| 2008                                    | "Day 'n' Nite"                                | 3  | 5  | 15 | 10 | 13 | 4  | 2   | - 2× Platyna - Złoto | Man on the Moon: The End of Day             |
| 2009                                    | "Make Her Say" (feat. Kanye West & Common)    | 43 | 39 | 62 | 78 | 85 | 35 | 67  |                      | Man on the Moon: The End of Day             |
| 2010                                    | "Pursuit of Happiness" (feat. MGMT & Ratatat) | 59 | —  | 41 | 76 | —  | —  | 137 | - Platyna            | Man on the Moon: The End of Day             |
| 2010                                    | "Erase Me" (feat. Kanye West)                 | 22 | —  | 50 | 12 | —  | 22 | 58  | - Złoto              | Man on the Moon II: The Legend of Mr. Rager |
| 2010                                    | ''Mr. Rager"                                  | 77 | —  | —  | —  | —  | —  | —   |                      | Man on the Moon II: The Legend of Mr. Rager |
| 2011                                    | ''No One Believes Me"                         | —  | —  | —  | —  | —  | —  | —   |                      | Fright Night soundtrack                     |
| 2012                                    | "Just What I Am" (feat. King Chip)            | 54 | 17 | 32 | —  | —  | —  | —   | - Platyna            | Indicud                                     |
| "–" Singel nie zajął miejsc na listach. |                                               |    |    |    |    |    |    |     |                      |                                             |

### Inne piosenki na listach przebojów
| Rok                                        | Piosenka                                                  | Najwyższa pozycja | Najwyższa pozycja | Najwyższa pozycja | Certyfikaty | Album                                       |
| Rok                                        | Piosenka                                                  | Stany Zjednoczone | Rap               | Kanada            | Certyfikaty | Album                                       |
| ------------------------------------------ | --------------------------------------------------------- | ----------------- | ----------------- | ----------------- | ----------- | ------------------------------------------- |
| 2009                                       | "Soundtrack 2 My Life"                                    | 105               | 41                | —                 | - Złoto     | Man on the Moon: The End of Day             |
| 2010                                       | "Up Up & Away (The Wake & Bake Song)"                     | —                 | 49                | —                 |             | Man on the Moon: The End of Day             |
| 2010                                       | "Marijuana"                                               | 54                | —                 | 68                |             | Man on the Moon II: The Legend of Mr. Rager |
| 2010                                       | "Mr. Rager"                                               | 77                | —                 | —                 |             | Man on the Moon II: The Legend of Mr. Rager |
| 2010                                       | "Scott Mescudi vs. the World" (feat. Cee Lo Green)        | 92                | —                 | 88                |             | Man on the Moon II: The Legend of Mr. Rager |
| 2010                                       | "Gorgeous" (Kanye West feat. Raekwon & Kid Cudi)          | 123               | —                 | —                 |             | My Beautiful Dark Twisted Fantasy           |
| 2010                                       | "Welcome to the World" (T.I. feat. Kanye West & Kid Cudi) | 117               | —                 | —                 |             | No Mercy                                    |
| "–" Piosenka nie zajęła miejsc na listach. |                                                           |                   |                   |                   |             |                                             |

### Single z gościnnym udziałem Cudiego
| 2009                                    | "Welcome to the World" (Kevin Rudolf feat. Kid Cudi)      | 58 | 26 | 42 | 56 | 77 |                               | In the City                       |
| 2009                                    | "She Came Along" (Sharam feat. Kid Cudi)                  | –  | –  | –  | –  | –  |                               | Get Wild                          |
| 2010                                    | "Memories" (David Guetta feat. Kid Cudi)                  | 46 | 22 | 3  | 18 | 15 | - 2× Platyna - Złoto - Srebro | One Love                          |
| 2010                                    | "That Tree" (Snoop Dogg feat. Kid Cudi)                   | –  | –  | –  | –  | –  |                               | More Malice                       |
| 2011                                    | "All of the Lights" (Kanye West feat. Kid Cudi & Rihanna) | 18 | —  | 24 | 53 | 15 | - Platyna - Złoto - Złoto     | My Beautiful Dark Twisted Fantasy |
| 2011                                    | "Run" (The Knux feat. Kid Cudi)                           | –  | –  | –  | –  | –  |                               | Eraser                            |
| 2011                                    | "Focused" (Wale feat. Kid Cudi)                           | 97 | –  | –  | –  | –  |                               | Ambition                          |
| "–" Singel nie zajął miejsc na listach. |                                                           |    |    |    |    |    |                               |                                   |

## Utwory z gościnnym udziałem Cudiego i remiksy
| Rok  | Tytuł                                                               | Artysta | Album                                                                      |
| ---- | ------------------------------------------------------------------- | --- | -------------------------------------------------------------------------- |
| 2006 | "Wanna Love You Girl (Remix)" (wersja na żywo w studio nagraniowym) | Robin Thicke |                                                                            |
| 2008 | "Wasting My Minutes"                                                | 88-Keys | Adam's Case Files                                                          |
| 2008 | "Therapy"                                                           | The Alchemist, Evidence, Blu, Talib Kweli                                                                                              | The Alchemist's Cookbook                                                   |
| 2008 | "Therapy"                                                           | The Alchemist, Evidence, Blu, Talib Kweli                                                                                              | Chemical Warfare                                                           |
| 2008 | "Embrace the Martian"                                               | Crookers | Tons of Friends                                                            |
| 2008 | "You'll Find a Way" (Game & Switch Mix)                             | Santigold | Top Ranking: A Diplo Dub                                                   |
| 2008 | "Intro"                                                             | DJ E-V | SpinFest The Mixtape 2008                                                  |
| 2008 | "Interlude"                                                         | DJ E-V | SpinFest The Mixtape 2008                                                  |
| 2008 | "Outro"                                                             | DJ E-V | SpinFest The Mixtape 2008                                                  |
| 2008 | "Me + My Sneakers"                                                  | A-Trak | Running Man: Nike+ Original                                                |
| 2008 | "Can't Stop Me"                                                     | Chip tha Ripper | Can't Stop Me                                                              |
| 2008 | "Ask About Me"                                                      | Chip tha Ripper | Can't Stop Me                                                              |
| 2008 | "Ho' Is Short for Honey"                                            | 88-Keys | The Death of Adam                                                          |
| 2008 | "Welcome to Heartbreak"                                             | Kanye West | 808s & Heartbreak                                                          |
| 2008 | "Rollin' Remix"                                                     | Jackie Chain | The New Deal: Presented By 10.Deep                                         |
| 2008 | "Sky High"                                                          | Kanye West, DJ Benzi, Plain Pat | Kanye West, DJ Benzi & Plain Pat Present Sky High: The Kanye Remix Project |
| 2009 | "Welcome to the World"                                              | Kevin Rudolf |                                                                            |
| 2009 | "Take 'Em High"                                                     | K. Sparks & Pajozo | Definition                                                                 |
| 2009 | "Buggin' Out '09"                                                   | J.Period, Consequence | The [Abstract] Best Vol. 1                                                 |
| 2009 | "She Came Along"                                                    | Sharam | Get Wild                                                                   |
| 2009 | "Boom Boom Style (Zuper Blahq Megamix)"                             | The Black Eyed Peas | Invasion of Boom Boom Pow – Megamix EP                                     |
| 2009 | "Do My Do"                                                          | Mickey Factz | The Leak Vol. 3: The Achievement                                           |
| 2009 | "Girls, Sounds & Colors"                                            | Rich Hil | Ima Limo Ima Stoner                                                        |
| 2009 | "Don't Trust Me (Benny Blanco Remix)"                               | 3OH!3 |                                                                            |
| 2009 | "Everything Is Broken"                                              | Mr Hudson | Straight No Chaser                                                         |
| 2009 | "Floatin' in the Sky"                                               | N.O.R.E. |                                                                            |
| 2009 | "Memories"                                                          | David Guetta | One Love                                                                   |
| 2009 | "Already Home"                                                      | Jay-Z | The Blueprint 3                                                            |
| 2009 | "Did It Again (Remix)"                                              | Shakira | She Wolf                                                                   |
| 2009 | "Trippy"                                                            | Rich Hil |                                                                            |
| 2009 | "Whatever U Want (GOOD Music Remix)"                                | Consequence |                                                                            |
| 2009 | "Elevatas"                                                          | Robin Thicke | Sex Therapy                                                                |
| 2009 | "Symphonies"                                                        | Dan Black | UN                                                                         |
| 2010 | "So Cool"                                                           | Talent Couture |                                                                            |
| 2010 | "Riot Song (Remix)"                                                 | Johnny Polygon | Rebel Without Applause                                                     |
| 2010 | "That Tree"                                                         | Snoop Dogg | More Malice                                                                |
| 2010 | "Won't You Tell Me"                                                 | Rich Hil |                                                                            |
| 2010 | "EPS"                                                               | Rich Hil |                                                                            |
| 2010 | "Ur Killin' Me"                                                     | Cam’ron & Vado | Boss of All Bosses 2.5                                                     |
| 2010 | "All Talk"                                                          | Chip tha Ripper | Independence Day                                                           |
| 2010 | "On The Spot Freestyle"                                             | DJ Green Lantern | Invasion Radio 2K10                                                        |
| 2010 | "G.O.O.D. Friday"                                                   | Kanye West, Big Sean, Pusha T, Common, Big Sean, Charlie Wilson                                                                        | G.O.O.D. Fridays                                                           |
| 2010 | "Christian Dior Denim Flow"                                         | Kanye West, John Legend, Pusha T, Lloyd Banks, Ryan Leslie                                                                             | G.O.O.D. Fridays                                                           |
| 2010 | "Gorgeous"                                                          | Kanye West, Raekwon | My Beautiful Dark Twisted Fantasy                                          |
| 2010 | "All of the Lights"                                                 | Kanye West, Rihanna, Alicia Keys, Elton John, Fergie, John Legend, The-Dream, Charlie Wilson, Ryan Leslie, Elly Jackson, Tony Williams | My Beautiful Dark Twisted Fantasy                                          |
| 2010 | "The Joy"                                                           | Kanye West, Pete Rock, Charlie Wilson, Curtis Mayfield, Jay-Z                                                                          | G.O.O.D. Fridays                                                           |
| 2010 | "Welcome to the World"                                              | T.I., Kanye West | No Mercy                                                                   |
| 2011 | "You Can Run"                                                       | Bryan Greenberg | We Don't Have Forever                                                      |
| 2011 | "Cool Head"                                                         | Travis Barker | Give the Drummer Some                                                      |
| 2011 | "Run"                                                               | The Knux | Eraser                                                                     |
| 2011 | "On My Own"                                                         | Consequence | Movies on Demand III                                                       |
| 2011 | "Illest Motherfucker Alive"                                         | Jay-Z, Kanye West | Watch the Throne                                                           |
| 2011 | "Focused"                                                           | Wale | Ambition                                                                   |

## Teledyski

### Jako główny artysta
| Tytuł                                         | Rok  | Reżyseria              |
| --------------------------------------------- | ---- | ---------------------- |
| "Heaven at Nite"                              | 2009 | Va$htie                |
| "Day 'n' Nite (Crookers Remix)"               | 2009 | BB Gun                 |
| "Day 'n' Nite"                                | 2009 | So Me                  |
| "Make Her Say" (feat. Kanye West & Common)    | 2009 | Nez Khammal            |
| "Pursuit of Happiness" (feat. MGMT & Ratatat) | 2009 | Megaforce, Brody Baker |
| "Soundtrack 2 My Life"                        | 2010 | Jason Goldwatch        |
| "Erase Me" (feat. Kanye West)                 | 2010 | Jason Goldwatch        |
| "Marijuana"                                   | 2011 | Shia LaBeouf           |
| "Mr. Rager"                                   | 2011 | Jérémie Rozan          |
| "No One Believes Me"                          | 2011 | Craig Gillespie        |

### Jako jeden z artystów
| Tytuł                                                     | Rok  | Reżyseria                |
| --------------------------------------------------------- | ---- | ------------------------ |
| "Welcome to Heartbreak" (Kanye West feat. Kid Cudi)       | 2009 | Nabil Elderkin           |
| "Buggin Out '09" (Consequence feat. Kid Cudi)             | 2009 | Rik Cordero, Consequence |
| "Did It Again (Remix)" (Shakira feat. Kid Cudi)           | 2009 | Sophie Muller            |
| "Memories" (David Guetta feat. Kid Cudi)                  | 2010 | Keith Schofield          |
| "Symphonies" (Dan Black feat. Kid Cudi)                   | 2010 | Chic & Artistic          |
| "That Tree" (Snoop Dogg feat. Kid Cudi)                   | 2010 | Erick Peyton             |
| "All of the Lights" (Kanye West feat. Kid Cudi & Rihanna) | 2011 | Hype Williams            |
| "Run" (The Knux feat. Kid Cudi)                           | 2011 | BB Gun                   |

### Występy cameo w innych wideoklipach
| Tytuł                                   | Rok  | Reżyseria |
| --------------------------------------- | ---- | --------- |
| "T.O.N.Y." (Solange Knowles)            | 2009 | Va$htie   |
| "I Gotta Feeling" (The Black Eyed Peas) | 2009 | Ben Mor   |
| "My Last" (Big Sean feat. Chris Brown)  | 2011 | TAJ       |